# Гетто в Дисне
Гетто в Дисне́ (25 июля 1941 — 14 июня 1942) — еврейское гетто, место принудительного переселения евреев города Дисна Миорского района Витебской области и близлежащих населённых пунктов в процессе преследования и уничтожения евреев во время оккупации территории Белоруссии войсками нацистской Германии в период Второй мировой войны.

## Оккупация Дисны и создание гетто
Перед началом войны среди примерно 9500 жителей Дисны евреев было 5882 человека, или 62 %.
Немецкие самолёты начали бомбить Дисну 26 июня 1941 года. Выехать из Дисны смогли немногие, потому что перебраться через Западную Двину можно было только по разрешению властей, а большинство уходящих по сухопутной дороге опередили немцы и завернули назад.
После оккупации Беларуси был произведен её административный раздел, Дисна и весь Миорский район были отнесены к Глубокской округе (гебиту) области армейского тыла группы армий «Центр». Округой управлял гебитскомиссар. В Браславе находилась поветовая управа во главе с бургомистром, в Миорах и Дисне — волостная управа.
Дисна была захвачена немецкими войсками 5 июля (30 июня) 1941 года, и оккупация продлилась 3 года — до 4 июля 1944 года. Комендантом города был назначен обер-лейтенант жандармерии Галь. Бургомистром Дисны был назначен Бринкевич, секретарем — местный житель по фамилии Солнцев, комендантом полиции — Свинярский. Войтом Николаевской гмины — Белевич, секретарем — Багутский, комендантом полиции — В. Малькевич и его заместителем — Стах Альхимович.
В Дисне установление «нового» порядка началось с арестов и расстрелов партийно-советского актива и мирных жителей. Уже 5 июля по приказу коменданта полевой жендармерии обер-лейтенанта Франке Вильгельма была проведена облава на жителей города. Каждый пятый из схваченных был расстрелян.
Оккупационная власть сразу же издала приказ, обязывающий всех ушедших из города евреев вернуться в Дисну. Одновременно в приказе было сказано, что те, кто будет прятать евреев, будет казнен. Большинство евреев вернулись обратно.
После этого немцы провели первую «акцию» (таким эвфемизмом гитлеровцы называли организованные ими массовые убийства). Оккупанты собрали на базарной площади сто жителей города и, под надуманным предлогом, для устрашения, расстреляли каждого десятого. Семеро из убитых оказались евреями.
Реализуя нацистскую программу уничтожения евреев, немцы создавали гетто почти во всех городах и населённых пунктах Беларуси, где проживало еврейское население. Так и в Дисне 25 июля (в октябре) 1941 года оккупанты организовали гетто, согнав туда также и евреев из многих населенных пунктов района.

## Условия в гетто
Евреев Дисны отделили от остального населения и загнали в гетто, обнесенное колючей проволокой. Под территорию гетто оккупанты отвели район за рекой Дисной, где проживало много евреев — улицу Полоцкую, левую сторону улицы Глубокской и переулок между ними. Река должна была затруднить побеги из гетто.
В гетто согнали всех местных евреев и евреев из соседних местечек, в том числе из Николаева и Язно.
В каждый дом, в зависимости от размера, заселяли от 25-30 человек до 15 семей. Из имущества евреям разрешили взять минимальное количество вещей, а практически всё домашнее имущество и скот у них разграбили полицаи, служащие гмин и магистрата ещё до создания гетто.
Евреям было приказано носить желтые нашивки на верхней одежде, и под страхом смерти запрещалось выходить из гетто без разрешения. Местным крестьянам-неевреям запрещалось заходить в него.
В гетто был назначен юденрат во главе с Рохлиным (Рохман и Пайкин) и его помощниками Гордоном, Хаусманом и другими. Также была организована еврейская полиция. В её обязанности входило проверять на посту у моста уходящих и приходящих в город и собирать узников на принудительные работы.
Жизнь в гетто сводилась к голоду, холоду и страху. Снабжение питанием отсутствовало. Люди сами добывали еду, большей частью обменивая на продукты свои вещи.
Ежедневно узников гоняли на принудительные грязные и тяжелые работы.
От узников гетто немцы неоднократно требовали определённое количество золота, серебра, меди, тканей и мебели.
Некоторые из местных крестьян вылавливали прятавшихся по деревням и лесам евреев и сдавали их немцам и полиции. После возвращения советской власти они получили тюремные сроки.

## Уничтожение гетто и сопротивление
В 1942 году нацисты провели первый массовый расстрел евреев. В марте, перед праздником Песах, из гетто было отобрано 23 (30, 27) человек (вероятно, активисты, готовившие восстание в гетто) и без предъявления обвинений расстреляны в комендатуре (в Дорожковичах (Николаёвский сельсовет)). Среди них были Эпштейн и его сын Борис, Доба Росицан, Иосиф Фукс, Шацман. По дороге Шацману удалось скрыться, но немцы объявили, что если он не найдется, казнят его семью. Шацман сдался и принял смерть.
В воскресенье 14 июня 1942 года гетто в Дисне было полностью уничтожено, были убиты не менее 2181 (3800) евреев — в основном, детей, женщин и стариков. Возможно, данные занижены, потому что там были расстреляны не только дисненские, но и язненские и николаевские евреи.
В донесении гебитскомиссара г. Глубокое генеральному комиссару Беларуси об уничтожении евреев от 1 июля 1942 года сообщается, что «11-12 июня 1942 года в Дисне были убиты 2181 евреев. Во время расстрелов в Дисне узники подожгли гетто в разных местах».
Накануне уничтожения в Дисну прибыла айнзацкоманда, а гетто было оцеплено полицией. Евреи установили посты у каждого дома, чтобы не дать убийцам застигнуть себя врасплох и чтобы успеть убежать. В каждом доме был приготовлен керосин, чтобы убегая, поджечь дом и не оставить имущества убийцам.
Каратели собрали евреев и погнали толпу к месту расстрела по улице Глубокской (сейчас — улица Смирнова). Когда кто-то пытался убежать, раздавались выстрелы. Старики шли на смерть в талитах, произнося молитвы.
Недалеко от гетто, на песчаном пустыре у деревни Остевичи, евреев заставили вырыть 2 ямы глубиной 4 метра, шириной 5 метров и длиной 60 метров каждая. Полицаи выстроились в два ряда, образовав к ямам проход. У самих ям находились пулеметчики и автоматчики. Поперек обеих ям были положены щиты из досок. Под конвоем приводили по 10 евреев, на краю ям приказывали раздеться, по пять человек приказывали зайти на щиты и открывали огонь. Расстреливали и немцы и полицаи. В ямы падали убитые, раненные и живые. Убийства продолжались весь день с утра до вечера. Детей закапывали в ямы живыми.
К вечеру обе расстрельные ямы были наполнены убитыми до самого верха. Их засыпали песком и оставили несколько полицаев охранять. Земля в ямах шевелилась, потому что раненные приходили в себя и пытались выползти. Так продолжалось несколько дней. Потом сквозь песок стала проступать кровь, и немцы приказали засыпать ямы известью.
Многие из обреченных людей пытались убегать, но повезло только единицам. Некоторые утонули в Дисне и Западной Двине.
Семнадцать евреев-ремесленников — специалистов, нужных немцам, временно оставили в живых. Это были сапожники, портные, кузнецы, столяры, слесаря и механики. Но и их в ноябре (23 декабря) 1943 года расстреляли в расположении комендатуры, вывезли тела за город и закопали около дороги, ведущей из Дисны на деревню Шараги.

## Случаи спасения

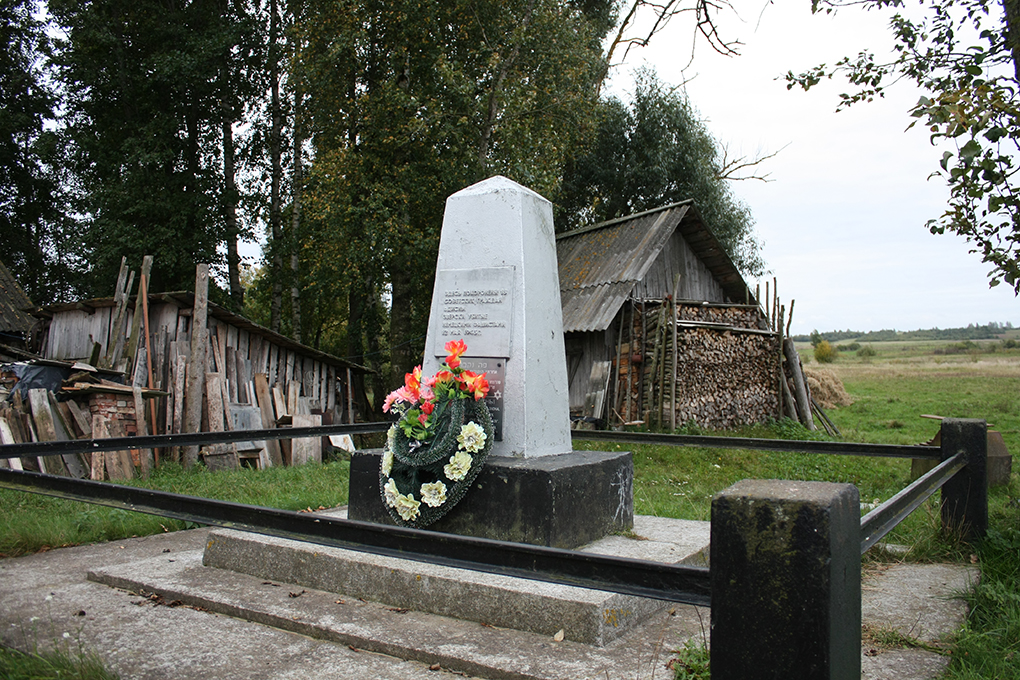
Памятник на окраине Дисны евреям-специалистам, убитым 23 декабря 1943 года.

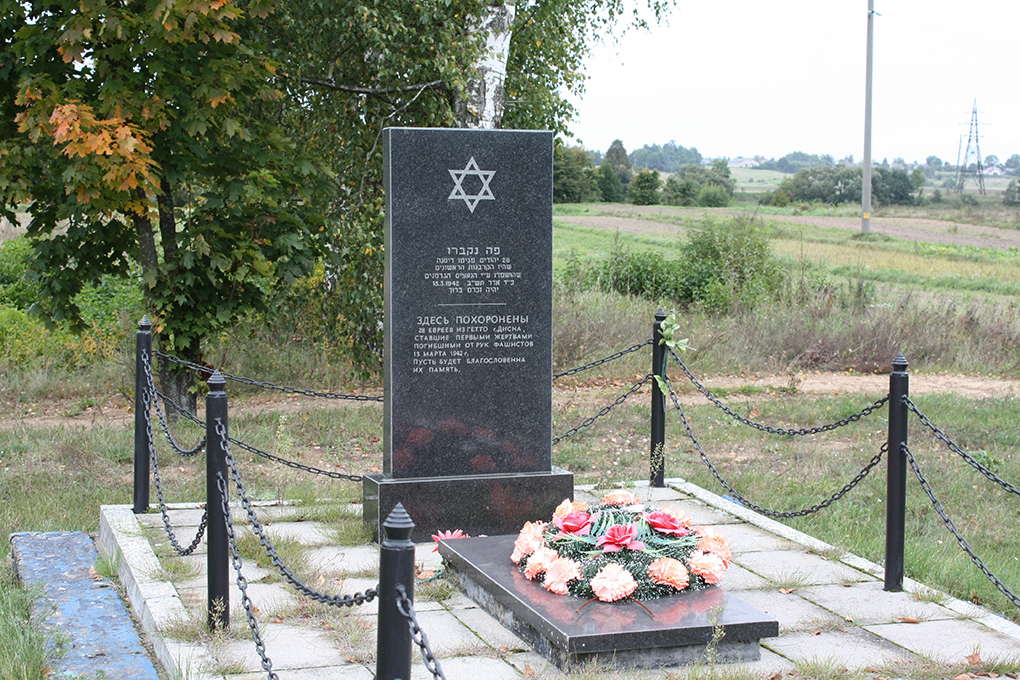
Памятник евреям — жертвам нацистов и их пособников в Дисне на улице Пушкина у места первого расстрела.

Ента Пастернак, с которой дружила в детстве Евгения Михалушко, пряталась в русской семье Николая и Нины Богдановых. Кто-то их выдал, полицаи забрали Енту и хозяев дома. Не тронули только маленьких детей Богдановых: Катю и Павлика. Николая при расстреле убили, а Нину ранили, она ночью выползла из ямы и добралась до партизан.
Из гетто убежало около 100 человек, но в живых остались единицы. Немцы и «бобики» (так в народе презрительно называли полицаев) прочесывали город и охотились за беглецами.
Почти все спасшиеся от расстрела евреи, способные носить оружие, до конца войны сражались в партизанских отрядах и совершали диверсии против нацистов и их местных пособников.
Имеется неполный перечень расстрелянных евреев Дисны и имен белорусов, которые с риском для собственной жизни спасали евреев.

## Память
После освобождения в Дисне не оказалось ни одного еврея. Только несколько десятков евреев позже вернулись из партизанских отрядов и после демобилизации из Красной армии.
Памятники установлены на всех трёх местах расстрела евреев. В местном школьном музее экспозиция рассказывает о евреях Дисны.
Первые памятники появились ещё в начале 1950-х годов, но только в 1992 году, к 50-летию уничтожения Диснянского гетто, к памятникам были прикреплены таблички на русском языке и иврите, где говорилось о жертвах геноцида евреев.
На улице Пушкина у места первого расстрела евреев в годы Холокоста стоит памятник из гранита с надписью: «Здесь похоронены 28 евреев из гетто Дисны, ставшие первыми жертвами, погибшими от рук фашистов 13 марта 1942 года. Пусть будет благословенна их память». В этой могиле похоронена и русская женщина с детьми, прятавшая еврейку и за это убитая немцами.
Второй памятник — евреям-специалистам, убитым нацистами и их пособниками 23 декабря 1943 года — стоит на окраине Дисны.
На братской могиле 3800 дисненцев-евреев установлена гранитная плита с надписью белорусском языке и иврите: «Тут пахаваны 3800 жыхароў-грамадзян г. Дзісна, яўрэяў, загінуўшых ад рук фашысцкіх захопнікаў і іх памагатых 14.06.42 г. Няхай будзе блаславенна памяць загінуўшых!» и ниже на русском «Здесь покоятся 3800 жителей г. Дисна».